# Optischer Richtfunk

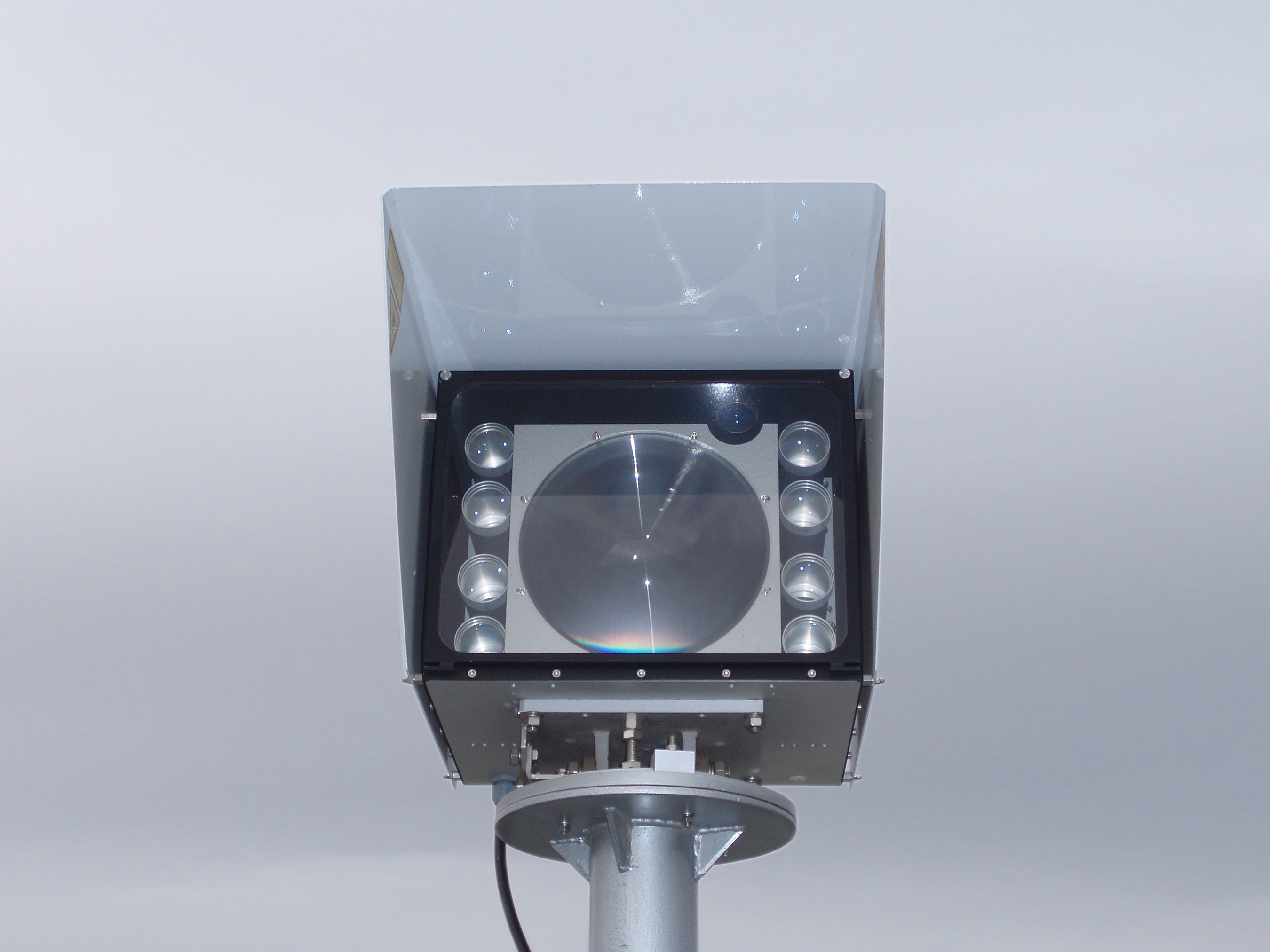
Ein 8-Strahl-FSO-Gerät, das über etwa 2 km eine Datenrate von 1 Gb/s erreicht. Die große Linse in der Mitte gehört zum Empfänger, die kleineren außen zum Sender.

Optischer Richtfunk, auch Optische Freiraum(daten)übertragung, Laserlink oder optische Freiraumkommunikation (kurz FSO, von englisch free-space optical communication) genannt, ist Datenübertragung mit einem ungeführten Licht- oder Infrarot-Strahl. Es werden Entfernungen von einigen 100 m bis zu wenigen Kilometern auf der Erde sowie bis zu Tausenden von Kilometern im Weltraum überbrückt. Die Daten sind zum Beispiel Sprache, Videosignale oder digitale Informationen. Der Begriff „Optischer Richtfunk“ wurde geprägt, da eine große Ähnlichkeit zum Richtfunk besteht, der auf der quasioptischen Ausbreitung von Funkwellen kurzer Wellenlänge beruht. Der englische Begriff Free-Space Optics bringt zum Ausdruck, dass es sich im Gegensatz zu Lichtwellenleitern um frei strahlende Sender handelt. Kommerzielle FSO-Systeme erreichen Entfernungen bis zu einigen Kilometern mit Datenraten bis zu 2,5 GBit/s. Optische Freiraumübertragung kann überall dort eingesetzt werden, wo hochbitratige Verbindungen benötigt werden und Glasfaserkabel nicht vorhanden beziehungsweise zu teuer sind. Ein bedeutender Bereich ist der Datenaustausch mit und zwischen Satelliten.

## Anwendungen

Anwendungsbeispiel für optischen Richtfunk

- LAN-zu-LAN-Verbindungen auf Betriebsgeländen (Fast Ethernet; Gigabit-Ethernet)
- LAN-zu-LAN-Verbindungen innerhalb einer Stadt
- Überwindung von Verkehrswegen und Hindernissen (zum Beispiel Straßen und Flüssen)
- schnell bereitzustellender Breitband-Zugang zu Metronetzen von Telecom-Anbietern (Carriern)
- temporärer Netzausbau
- kombinierte Sprach-Daten-Verbindungen
- Einsatz zur Wiederherstellung von zer- bzw. gestörten Verbindungen (Disaster Recovery)
- Einsatz zur Verbindung von Netzen und Digipeater im Amateurfunk
- Einsatz in Bereichen mit existierendem Datenverkehr per Hochfrequenz zur Vermeidung von Interferenzen
- Einsatz in Bereichen mit Medien, welche undurchlässig für Wellen niedrigerer Frequenz sind
- Verzicht auf die Anmietung einer Standleitung eines Telekommunikationsanbieters (siehe: Letzte Meile).
- Kommunikation zwischen Objekten mit variierenden Relativgeschwindigkeiten
- Kommunikation zwischen Satelliten, sowie Satelliten und Bodenstationen (siehe: Laser Communication Terminal)
- Kommunikation mit geringer Latenz (Synchronisation mehrerer Schrittmotoren)

## Geschichte
Bereits im Jahre 1880 hat Alexander Graham Bell das Photophone zur Übertragung von Sprache mittels Licht zum Patent angemeldet. Diese Entwicklung setzte sich jedoch wegen des Booms der elektrischen Telefonie nicht durch. Die deutsche Wehrmacht entwickelte ein sog. Lichtsprechgerät, gebaut von Carl Zeiss Jena, und setzte ein Lichtsprechgerät 80/80 vor allem in Befestigungseinrichtungen, so zur Richtübermittlung am Atlantikwall ein. Die Einheiten des Ministeriums für Staatssicherheit der DDR setzten gleichfalls ein eigenes Lichttelefon im Grenzbereich ein. In beiden Fällen wurde die kurze Reichweite durch den Vorteil der Abhörsicherheit ausgeglichen.
Ab ca. 1960 gab es Bastelanleitungen für Lichttelefone, mit denen Sprachübertragung bis etwa 100 m möglich war. Als Sender wurden Glühlampen benutzt. Mit der Entwicklung der Laser-Technik Mitte der 1960er-Jahre wurden erste ernsthafte Versuche mit Lichttelefonen unternommen. Besonders im militärischen Bereich wurden diese Entwicklungen gefördert. Mit der Entwicklung leistungsstärkerer Glasfasern zur optischen Datenübertragung geriet der optische Richtfunk wieder in den Hintergrund. Für das Militär und die Weltraumforschung wurde diese Entwicklungstätigkeit jedoch nie eingestellt. Dies hat seinen Grund in einer Reihe vorteilhafter technischer Eigenschaften von FSO, welche sich in den letzten Jahren auch für die zivile Nutzung als interessant herausstellten.

Auch die Entwicklung preiswerter Laserdioden brachte die Entwicklung voran, da sie effizient und gut bündelbar hohe Strahlungsleistungen zur Verfügung stellen und sehr einfach mit sehr hohen Bandbreiten moduliert werden können. Im Jahr 2023 publizierte eine Schweizer Forschungsgruppe über getätigte Verbindungen mit einer Bandbreite von 1 Terabit pro Sekunde über eine Distanz von 53 Kilometern. Bei Up- und Downlinks zu/von Satelliten oder zwischen Satelliten sind höhere Leistungen möglich und wegen der fehlenden Streuung und Absorption im Weltraum sowie der guten Bündelung der Laser können sehr große Entfernungen überbrückt werden. Für Up- und Downlink müssen die verwendeten Wellenlängen in einem atmosphärischen Fenster liegen. Gegenüber Funkverbindungen sind bis 1000fach höhere Datenraten möglich, wobei die optischen Systeme kompakter sind.

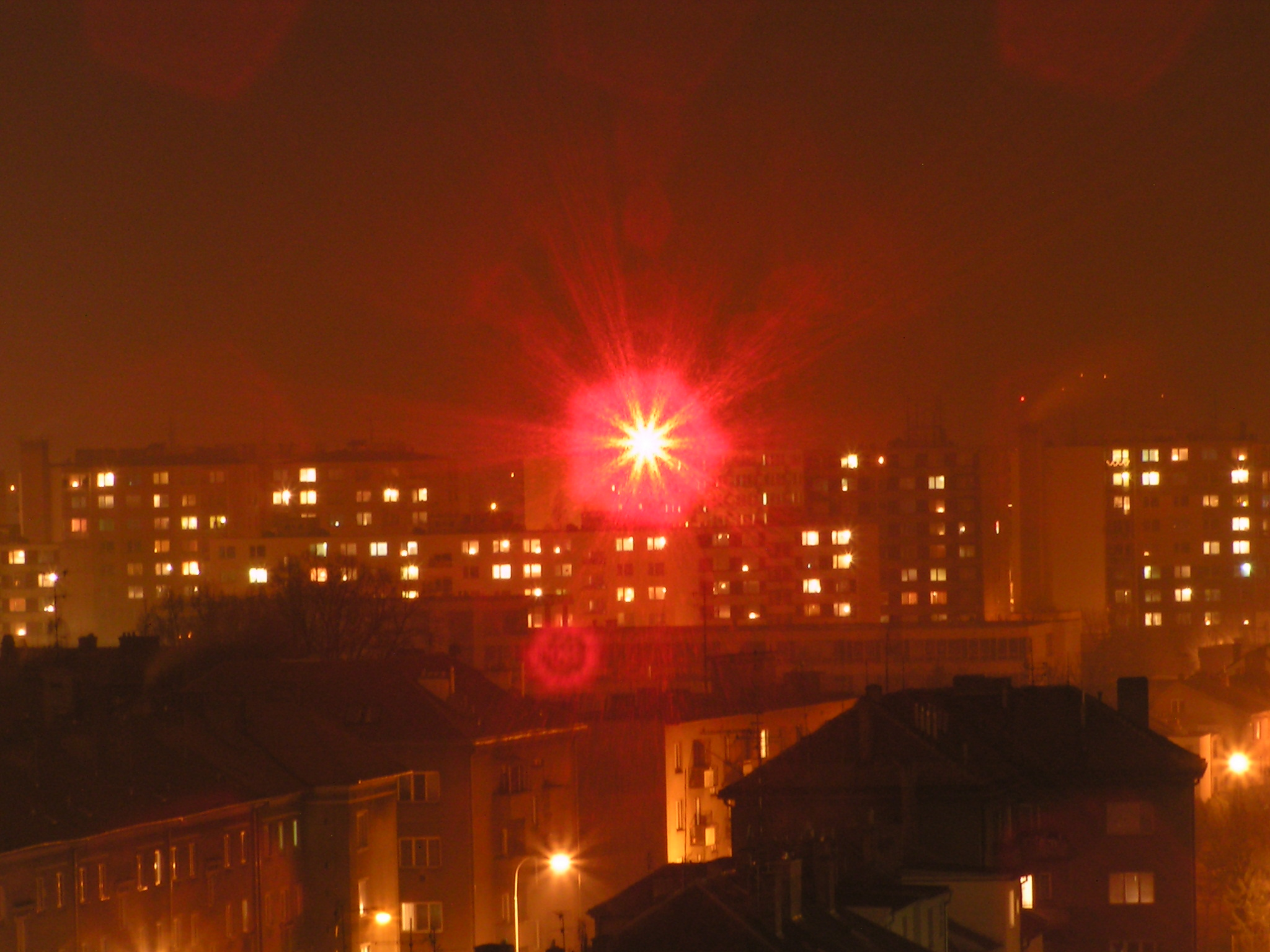
Blick in den Lichtstrahl (Amateurprojekt RONJA, kollimierte rote LED)

## Technische Eigenschaften
Die Freiraum-Datenübertragung mit Licht erfordert freie Sicht zwischen Sender und Empfänger. Es handelt sich um Punkt-zu-Punkt-Verbindungen. Sowohl auf Sender- als auch auf Empfängerseite sind Bündelungselemente (Spiegel oder Linsen) vorhanden, in deren Brennpunkt der Sender oder der Empfänger sind.
Als Sender werden Leuchtdioden, Laserdioden, Laser oder Halbleiterlaser verwendet. Die Kollimation erfolgt mit Linsen oder Spiegeln. Als Empfänger dienen Fotodioden. Prinzipiell können Bauteile verwendet werden, die auch für die optische Datenübertragung in Glasfasern verwendet werden, oft setzt man jedoch Sender im sichtbaren Spektralbereich ein, um die Justage zu erleichtern.
Bei der Freiraum-Datenübertragung mit Licht gibt es auf der Erde Störeinflüsse durch Luftflimmern, Umgebungslicht oder Streuung und Dämpfung durch Niederschlag, Nebel, Rauch etc. Während das Umgebungslicht meistens kompensiert werden kann, ist das Flimmern, aber besonders der Streueinfluss durch Aerosole und Niederschlag reichweitenbegrenzend beziehungsweise Quelle von Unzuverlässigkeit. Je kürzer die Wellenlänge, umso störender ist Dunst und Nebel.
Diese Einflüsse wirken sich auf optische Richtfunksysteme dahingehend aus, dass das Signal gedämpft wird und/oder die Fehlerrate in der Übertragung steigt. Um diesen Einflüssen aus dem Weg zu gehen, werden durch Hersteller verschiedene technische Kniffe angewendet, wie zum Beispiel eine „Diversity-Architektur“ (mehrere Sender und mehrere Empfänger in einem gewissen Abstand) und genügend „Fademargin“ (Leistungsreserve gegen witterungsbedingte Signaldämpfungen). Die Leistungen der Sender sind aus Sicherheitsgründen beschränkt. Die Laser sollten keine Gefahr für Mensch und Tier darstellen. Kommerzielle Systeme halten in der Regel die Laserklassen 1 und 1M ein, die keine Sicherheitsmaßnahmen beim Betrieb solcher Anlagen erfordern.
Die wesentlichen Vorteile gegenüber Richtfunk sind:
- lizenzfreier Betrieb
- mit Richtfunk vergleichbare Datensicherheit
- hohe theoretische Bitraten (siehe auch: Datendurchsatz)
- gute elektromagnetische Verträglichkeit
- einfache Justage bei Verwenden sichtbarer Wellenlängen
- Verwendbarkeit von Lasern als Sender: sie haben eine geringe Divergenz, wodurch der Kollimations-Aufwand geringer ist.

Richtfunk und optische Freiraumübertragung haben den gemeinsamen Vorteil im Vergleich zu Glasfaserkabeln, dass die Investition nicht in die Erde vergraben wird, also bei Bedarf auch anderswo genutzt werden kann.
Gegenüber dem terrestrischen Richtfunk hat die optische Übertragungsstrecke in Luft in Bodennähe stärkere Abhängigkeit von Niederschlägen, Dunst und Nebel und mögliche Blendwirkung beim Verwenden sichtbarer Wellenlängen die bedeutendsten Nachteile. Das Versagen der Verbindungen bei Nebel, Schnee und Regen ist ein wesentlicher Grund, dass sich die Methode nicht stärker durchsetzt.